# Bibi (festività)

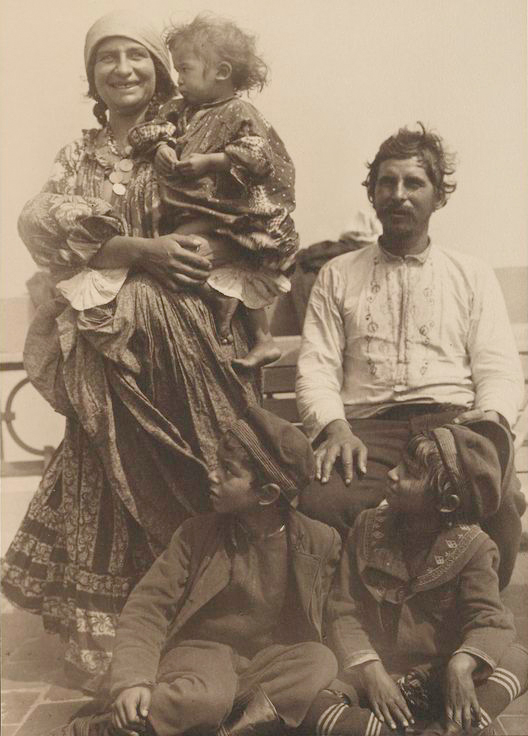
Famiglia zingara della Serbia (1905)

Bibi o Zia Bibi (o Bibijako Djive) è una festa religiosa celebrata dai rom ortodossi che vivono in Serbia; è festeggiata anche dai rom ortodossi di tutto il mondo e da quelli di fede musulmana in Montenegro.

## Descrizione
Bibi è celebrata come guaritrice e protettrice della famiglia e, soprattutto, come protettrice della salute dei bambini. Ogni località ha una sua data particolare per la celebrazione, che è spiegata alla luce della leggenda della zia Bibi, che sarebbe giunta in luoghi diversi e avrebbe eseguito guarigioni in date diverse. Le date di questa festa religiosa rom sono in gran parte legate ai giorni del digiuno pasquale e sono quindi mobili. La presenza di un sacerdote è obbligatoria, sebbene Zia Bibi sia una santa non canonizzata. 
In diversi ambienti Zia Bibi è anche chiamata Guaritrice Bibi o Bibiyaku. In Lingua romaní, "bibi" significa zia o nonna, e il diminutivo di quella parola è "bibiori". La festività di Zia Bibi è elencata nel registro nazionale del patrimonio culturale immateriale della Serbia nel 2019.
Bibi è l'unica vera Slava rom presente in Serbia. Oltre a Zia Bibi, ogni famiglia rom celebra il suo Slava (come San Nicola o il giorno di San Giorgio), così come altre feste religiose, come Pasqua e Natale.

## Usi e costumi durante la celebrazione in Serbia
Zia Bibi viene celebrata collettivamente, con tutti i Rom che si radunano in un luogo santo - di solito un albero o una croce, portando una torta e cibo celebrativi, e in alcuni luoghi, i regali per una Bibia (pettine, specchio e vestiti per bambini) si aggrappano a un albero sacro. Il giorno della celebrazione, dopo il servizio nella Chiesa ortodossa, i Rom vanno in processione, portando la torta e le candele e gridando: "Alla salute di Bibi!" (in romani: Bibiako sostipe!). Tutti coloro che festeggiando portano torte e piatti di facile preparazione per servire gli ospiti sotto il loro albero nativo, di solito un pero o noce. Sotto l'albero, viene decisa l'ospite della successiva "gloria" e viene consegnata la torta slava. È celebrata con canti e balli, e i bambini ricevono pacchetti pieni di dolci.

## Celebrazione di Bibi nelle comunità musulmane
Zia Bibi è ben nota tra le comunità rom in Montenegro e in tutta la regione. I nomadi in Montenegro ne sono informati ma non hanno attività rituali legate alla Bibia, mentre i musulmani rom la celebrano per la loro festa Djisatedimi.
La letteratura etnografica non fornisce informazioni affidabili sul fatto che i rom musulmani celebrino Bibijako Djive. Secondo l'etnografo Aleksandar Petrović, i rom musulmani a Kruševac (Serbia) adottarono la festa Bibijako Djive dei rom cristiani e la celebrano lo stesso giorno, ma di notte. In vista del giorno santo, digiunano per diversi giorni e la celebrazione inizia al tramonto. Dragoljub Acković, autore di due monografie su Bibi (2004; 2010), riferisce anche che la letteratura etnografica non contiene informazioni sulla celebrazione di Bibijako Djive da parte di musulmani rom. Tuttavia, nella monografia del 2010 Acković fa riferimento a informazioni raccolte tra i rom musulmani da Prizren, Uroševac o Ferizaj (Kosovo) e Belgrado (la capitale della Serbia), il che indica che queste comunità musulmane rom hanno celebrato Bibijako Djive per proteggere i loro bambini dalle malattie, ma che la celebrazione del culto Bibi dura un mese intero, dal 31 gennaio al 1 marzo.